# Viện Niels Bohr

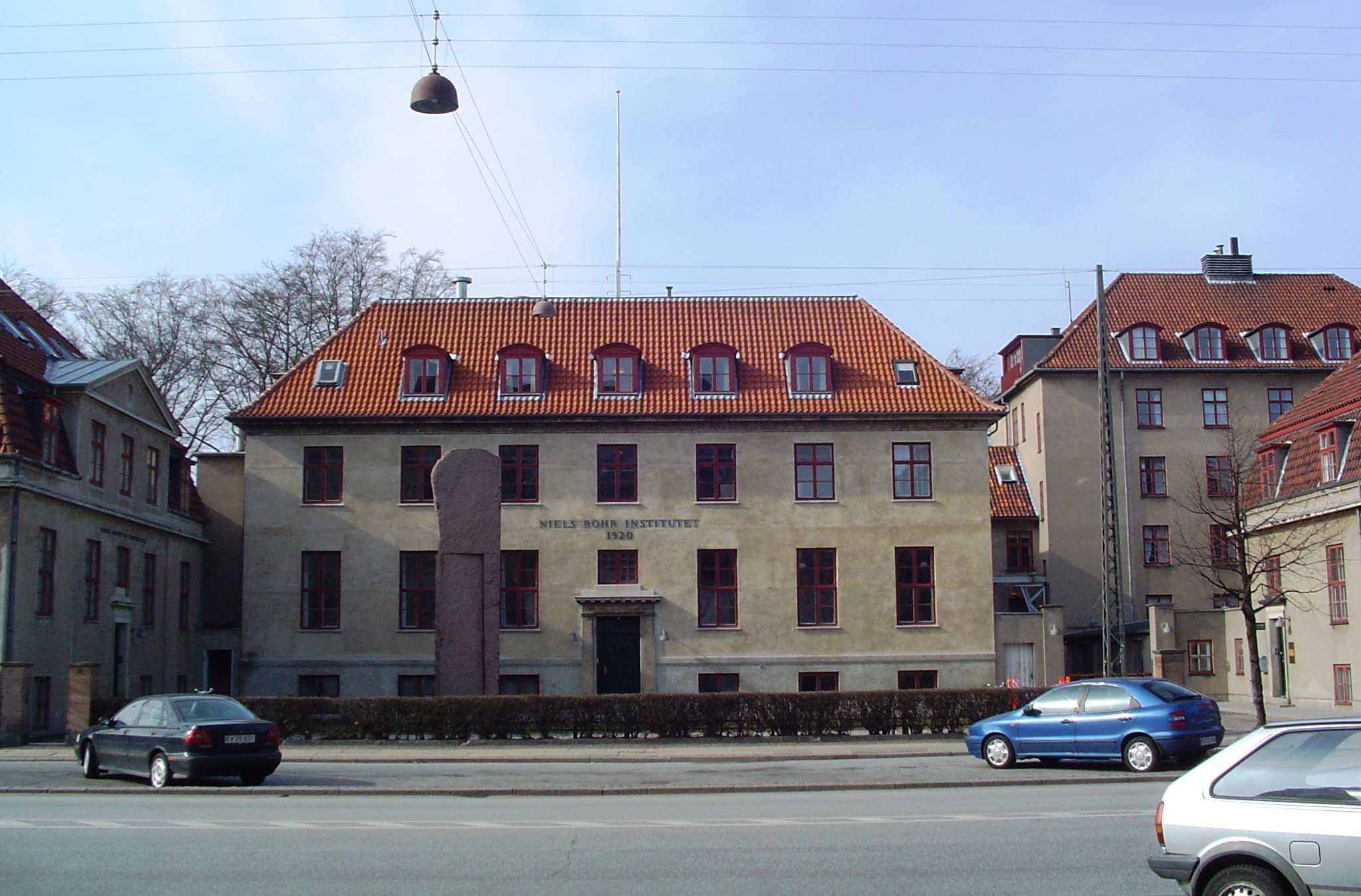
Viện Niels Bohr

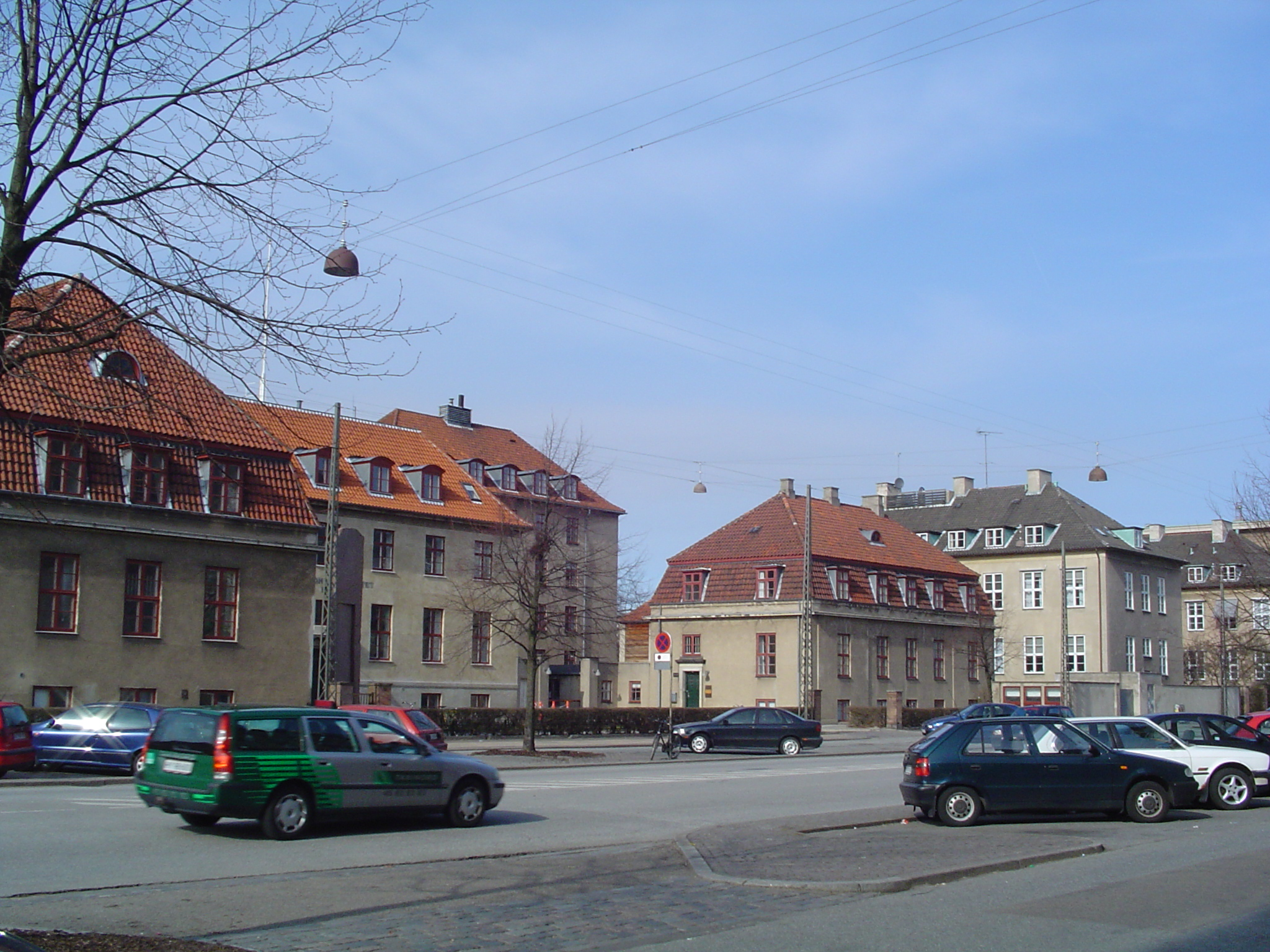
Viện Niels Bohr

Viện Niels Bohr được thành lập tại Copenhagen năm 1921 do sự thúc đẩy của nhà vật lý Đan Mạch Niels Bohr, người đoạt giải Nobel Vật lý năm 1922.
Lúc đầu Viện mang tên Viện Vật lý lý thuyết của Đại học Copenhagen. Từ ngày 7 tháng 10 năm 1965, nhân kỷ niệm ngày sinh thứ 80 của Niels Bohr, viện được đổi tên chính thức thành Viện Niels Bohr.
Trong các thập niên 1920 và 1930, Viện là trung tâm nghiên cứu Vật lý của thế giới như Vật lý hạt nhân và Vật lý lượng tử. Nhiều nhà vật lý khắp thế giới đã tới đây gặp Niels Bohr để thảo luận và trao đổi các lý thuyết Vật lý mới.
Sau khi hợp nhất với Viện Hans Christian Ørsted, ngày nay là Viện chuyên ngiên cứu về Thiên văn, Vật lý và Địa Vật lý (Geophysics) của Đại học Copenhagen. Hiện nay viện có khoảng 200 nhân viên gồm các nhà nghiên cứu, nghiên cứu sinh tiến sĩ, kỹ sư và kỹ thuật viên làm việc trong các lãnh vực Thiên văn, Địa Vật lý, Công nghệ nano và Lý Sinh học (Biophysics).